# 잠도항
잠도항은 경상남도 창원시 진해구 태평동, 잠도 섬에 있는 어항이다. 2003년 3월 27일 어촌정주어항으로 지정되었다. 시설관리자는 창원시장이다.

## 어항 구역
- 수역: 갈발이기부에서 전방위 북위35°03′13″ 동경128°40′10″ 지점과 남측 선착장 돌출부 끝단을 연결한 선내의 연안수역[1]

## 어항 시설
- 선착장(L=40m, B=5m), 방파제(L=50m, B=4.5m), 물량장(A=720m2), 호안(L=225m)

## 주요 어종
- 도다리